# 長沼藤治兵衛
長沼 藤治兵衛（ながぬま とうぢべえ、生年不詳 - 1582年(天正10年)）は、美濃国の武将で斎藤利堯の家臣。長沼三徳の嫡男。弟に彩雲。父は美濃国加治田城家老の長沼三徳。

## 生涯
加治田城城主佐藤忠能の家老である長沼三徳の嫡男として生まれる。
堂洞合戦では、陣頭の佐藤忠能、忠康に続き、加治田方面から攻め上がった。
加治田・兼山合戦においては、川浦川防衛線の(川浦川合戦)将として前線を守備した。前哨戦である牛ケ鼻砦の戦いより全軍で加治田城を攻める作戦により、天然の掘である川浦川を上下に別れ渡航した複数の森長可勢に防衛線を突破されるも加治田城城下町にて両軍激戦を繰り広げた。
藤治兵衛は具足羽織を著し、黒の駒(騎馬)に打ち乗って最前線にて指揮と鼓舞し戦って森勢を防いだが、延友信光の嫡男の遠山半左衛門側が放った銃丸に胸板を打ち抜かれ落馬。走り寄った郎党に抱えられて加治田城の三徳櫓の中にかつぎ込まれるも、落命した。
藤治兵衛戦死の報により、加治田衆は盛り返し、森勢は加治田城攻城戦を撤退。更に森勢は逆に本陣を追い込まれ敗退した。